# سده ۱۱ (قمری)
| سده‌ها: | سده ۱۰ - سده ۱۱ - سده ۱۲                          |
| دهه‌ها: | ۱۰۰۰ ۱۰۱۰ ۱۰۲۰ ۱۰۳۰ ۱۰۴۰ ۱۰۵۰ ۱۰۶۰ ۱۰۷۰ ۱۰۸۰ ۱۰۹۰ |

قرن ۱۱ قمری یا سده یازدهم (قمری) در تقویم هجری قمری به فاصله سالهای ۱۰۰۱ تا ۱۱۰۰ قمری گفته می‌شود.

## چهره‌های برجسته
```
   
صائب تبریزی
 (ف ۱۰۸۷ ق)
   
میررضی آرتیمانی

   
کلیم کاشانی

   
کمالی

   
منیر لاهوری

   
زلالی خوانساری

   
نجیب کاشانی

   
نظیری نیشابوری

   
غنی کشمیری

   
وحید قزوینی

   
طالب آملی

   
صابر کرمانی

   
تأثیر تبریزی

   
قاسم مشهدی

   
مسیح کاشانی

   
سلیم تهرانی

   
واعظ قزوینی

   
رفیع مشهدی

   
قدسی مشهدی

   
دانش مشهدی

   
ظفرخان حسن

   
نجیب کاشانی

   
میرنجات اصفهانی
```